# Allgemeine Naturgeschichte und Theorie des Himmels
Die Allgemeine Naturgeschichte und Theorie des Himmels ist ein Werk von Immanuel Kant, das er 1755 verfasste und anonym veröffentlichte.

## Inhalt
Nach Kants Vorstellung ist unser Sonnensystem eine Miniaturausgabe der beobachtbaren Fixsternsysteme, wie zum Beispiel unser Milchstraßensystem und andere Galaxien. So entstehen und vergehen seiner Meinung nach Planetensysteme und Sternsysteme periodisch aus einem Urnebel. Dabei verdichten sich die einzelnen Planeten unabhängig. Zur Entstehung des Mondes nahm Kant an, dass sich dieser gemeinsam mit der Erde aus einer Verdichtung des präsolaren Urnebels direkt zu einem Doppelplaneten gebildet hat.
Der englische Astronom Thomas Wright (1711–1786) hatte zuvor in seiner Schrift An original theory or new hypothesis of the Universe (1750) die Hypothese vertreten, das am Himmel sichtbare Band der Milchstraße stelle eine rotierende Scheibe von Sternen dar, die sich auf Grund des newtonschen Gravitationsgesetzes geformt habe. Kant elaborierte diese Theorie weiter und folgerte, dass eine solche Welteninsel – heute spricht man von Galaxien – aus hinreichend großer Entfernung einer kreisförmigen oder je nach Betrachtungswinkel elliptisch geformten Nebelwolke gleichen würde. Er schloss aus der schon damals bekannten Beobachtung korrekt, dass das Universum sehr viele Welteninseln umfassen und damit wesentlich größer sein müsse als es der Vorstellungswelt seiner Zeitgenossen entsprach.

## Bedeutung
Mit seiner Theorie kommt Kant den heutigen Vorstellungen über die Kosmogonie näher als Pierre-Simon Laplace, der seine Hypothese zur Entstehung der Planeten 1796, also 41 Jahre später, unabhängig von Kant entwickelte. Gleichwohl werden beide Theorien oft als Kant-Laplace-Theorie über die Entstehung des Sonnensystems (Kosmogonie) zusammengefasst.
Durch direkte Messungen konnte Kants Annahme über die Vielzahl von Galaxien von Edwin Hubble in den 1920er Jahren belegt werden.

## Ausgaben
- Allgemeine Naturgeschichte und Theorie des Himmels oder Versuch von der Verfassung und dem mechanischen Ursprunge des ganzen Weltgebäudes nach Newtonischen Grundsätzen abgehandelt. Petersen, Königsberg und Leipzig 1755. Digitalisat und Volltext im Deutschen Textarchiv

Eine kommentierte Neuausgabe des Originaltextes:
- Immanuel Kant: Allgemeine Naturgeschichte und Theorie des Himmels. mit Nachwort (S. 147–212) von Jürgen Hamel, 4., erw. Aufl., Frankfurt am Main 2005, 2009 (Ostwalds Klassiker der exakten Wissenschaften 12)